# Вічний Ян Ігорович
Вічний Ян Ігорович (нар. 27 лютого 1997 року) — український професійний футболіст, воротар українського клубу «Чорноморець».

## Ігрова кар'єра
Народився в Запоріжжі, перші кроки у футболі зробив в школі місцевого «Металурга», проте потім перейшов до харківського Училища фізичної культури, в якому тренувався під керівництвом Івана Панчишина.
Дебютував в Українській Прем'єр-Лізі 4 жовтня 2015, вийшовши на заміну на 73 хвилині матчу проти київського «Динамо» через травму воротаря «Ворскли» Олександра Ткаченка. Зумів не пропустити голів, проте команда зазнала поразки з рахунком 0-4.
У лютому 2024 року став гравцем одеського «Чорноморця».